# Kleynod

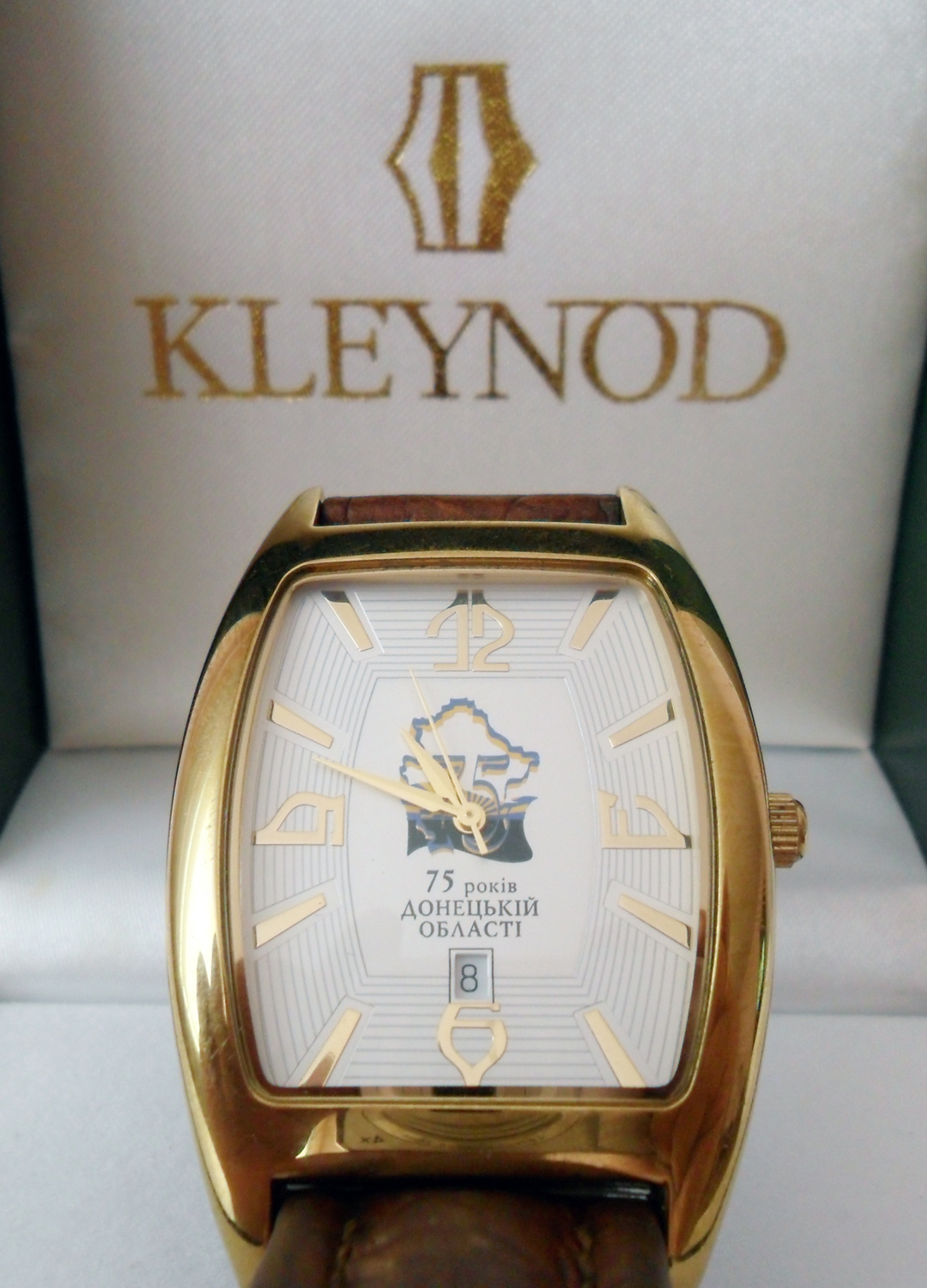
Годинник «KLEYNOD» — 04

Kleynod ― український годинниковий бренд, котрий належить Київському годинниковому заводу (КГЗ). КГЗ заснував Олексій Золотарьов у листопаді 1997 року, а перший годинник Kleynod вийшов у світ 2002 року.
З годинником КГЗ Леонід Каденюк здійснив перший політ у космос; це був перший політ українця до зірок за період відновлення незалежності України (після 1991 року).
Годинники Kleynod виготовляються за власними дизайнерськими та конструкторськими розробками Київського годинникового заводу.

## Історія

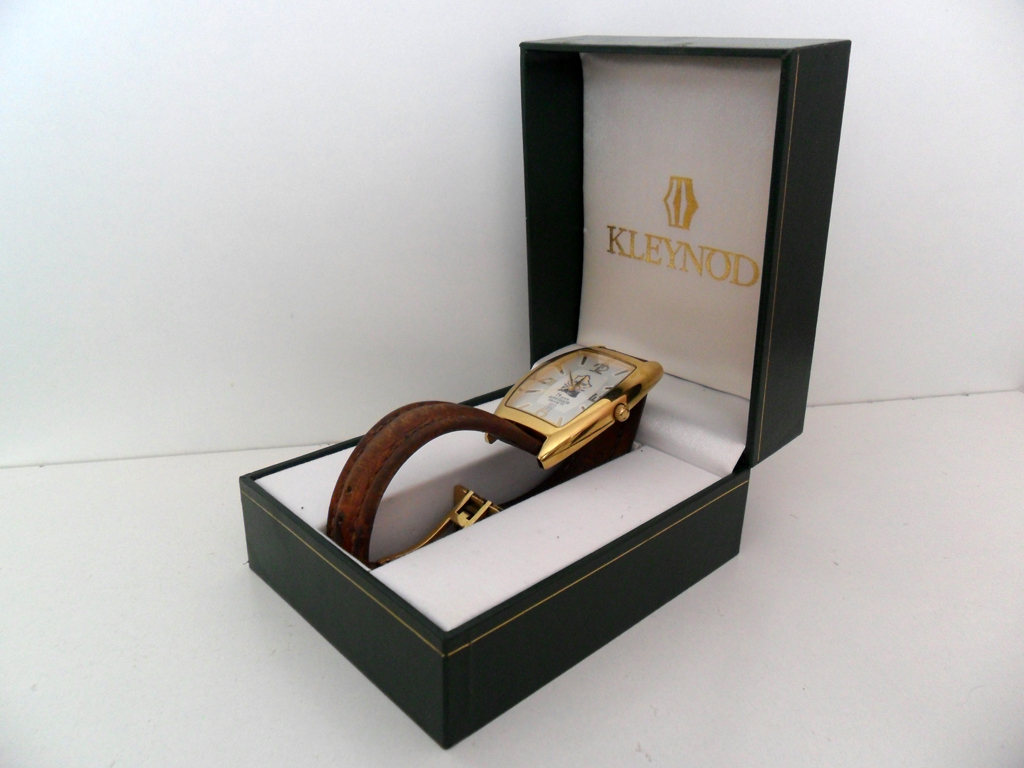
Годинник «KLEYNOD» — 03

### Заснування

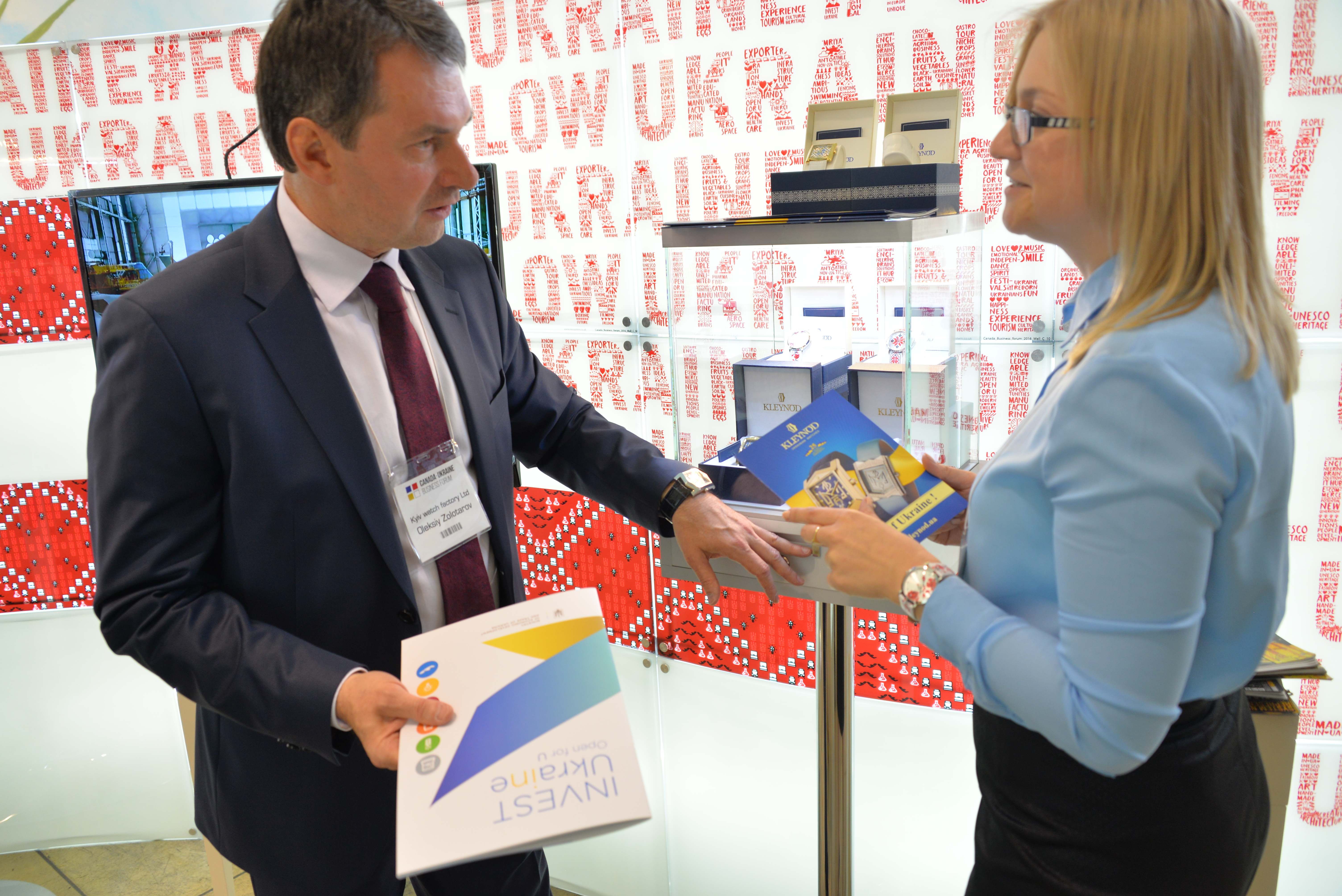
Kleynod на бізнес-форумі в Торонто

У жовтні 2002 року компанія отримує перше корпоративне замовлення на свою продукцію.
Перша торгова точка відкривається у Київському ЦУМі наприкінці 2002 року. А в лютому 2003 року відбувається серійний запуск виробництва.
У серпні 2004 року відбувається заснування компанії-дистриб'ютора — торгової компанії «Ньютон».

### Розвиток

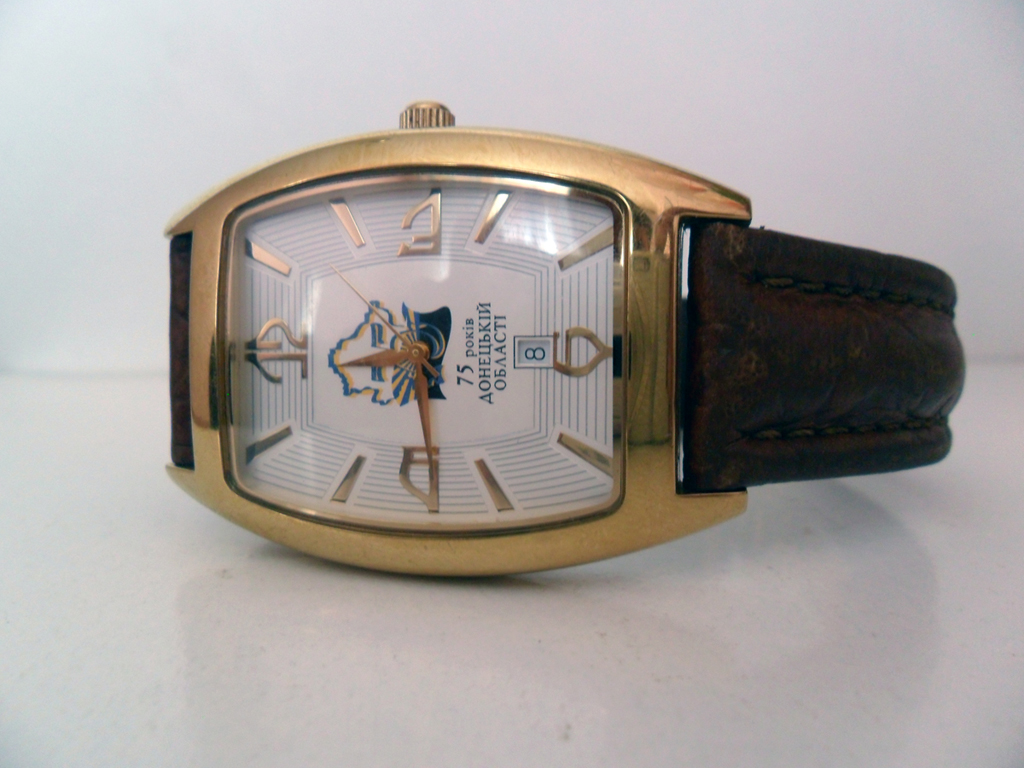
Годинник «KLEYNOD» — 01

У липні 2006 року виходить лімітована серія годинників «Клейноди Незалежності». У 2007 році виробничі потужності заводу здатні виробляти 7 тис. годинників на місяць, фактичний обсяг виробництва становить 4 тис. годинників/місяць.
З 2007 року бренд виходить на закордонні ринки: Франція, Сирія, ОАЕ, Центральна Азія. На жовтень загальна кількість виготовлених годинників під брендом Kleynod перевищила 100 тис. одиниць.
У 2016 році годинники Kleynod були представлні на експозиції перспективних товарів України в рамках Українсько-канадського бізнгес-форуму в Торонто.